# Voie parentérale
La voie parentérale (du grec para, « à côté », et enteros, « tube digestif ») est une voie d'administration de médicament au moyen d'une injection, hors du tube digestif, ce qui l'oppose à la voie entérale. Classiquement, ce mode d'administration utilise une aiguille hypodermique ou un cathéter mis en place par effraction plus ou moins profonde du revêtement externe du corps, c'est-à-dire la peau le plus souvent. L’action des médicaments pris par voie parentérale est générale (systémique).

## Typologie
Les injections peuvent être :

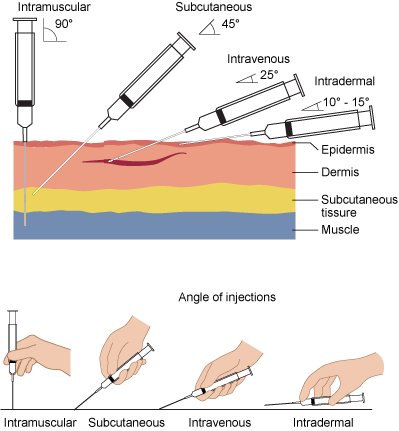
Les différentes voies d'administration parentérale.

- par voie générale : le principe actif est destiné à se diffuser dans tout l'organisme par sa circulation dans le sang :
  - intramusculaire (IM) : dans un muscle ;
  - intraveineuse (IV), dans les veines : directe (seringue) ou indirecte (par une perfusion), la veine pouvant être superficielle, habituellement au bras (voie veineuse périphérique) ou profonde (voie veineuse centrale), le plus souvent au niveau du cou (veine jugulaire interne) ou sous la clavicule (veine sous-clavière) ;
  - sous-cutanée (SC) : sous la peau, dans le tissu conjonctif, fréquemment au niveau de l'abdomen ou des cuisses ;

- locorégionales, pour une diffusion plus restreinte du principe actif dans un quelconque compartiment du corps, sans qu'il y ait de diffusion à l'ensemble de l'organisme :
  - intra-artérielle, dans les artères : directe (seringue) ou indirecte (par une perfusion), le principe est le même que pour la voie intraveineuse mais le risque d'hémorragie limite l'utilisation de cette voie (utilisée uniquement en hôpital, souvent pour la prise de thrombolytiques) ;
  - intradermique, dans la peau, entre l'épiderme et le derme ;
  - intra-articulaire, ou infiltrations : épaule, genou … ;
  - intracardiaque, dans le cœur, les cavités cardiaques ;
  - intrarachidienne (intrathécale) : entre la moelle épinière et la dure-mère : le médicament se mélange au liquide cérébrospinal ;
  - épidurale : dans le canal sacré, entre la dure-mère et la paroi du canal rachidien, pour l'anesthésie péridurale par exemple ;
  - intraosseuse, dans la moelle osseuse ;
  - etc.

## Patients
La voie parentérale constitue la principale méthode d'administration de médicament pour un patient incapable de prendre un traitement par voie simple à cause de trouble de conscience, trouble de déglutition, trouble du jugement avec risque élevé pour le patient ou son environnement.

## Formes galéniques
Les préparations injectables sont sous forme de produits :
- à utilisation directe : liquide injectable : des solutions, des suspensions ou des émulsions : le solvant peut être de l'eau pour préparations injectables, de l'huile végétale, des hydrocarbures (huile de vaseline), des alcools (éthanol), des polyols, de la lanoline, etc.
- à préparer :
  - solution pour perfusion : à diluer dans un grand volume de solvant (solution de glucose ou sérum physiologique en poche ou en flacon de verre) pour être administrée sur un temps long ;
  - poudre pour préparation injectable : utilisée quand le principe actif en solution n'est pas suffisamment stable. La dissolution de la poudre a lieu au moment de l'emploi.

## Conditionnement
Les préparations injectables sont contenues dans des ampoules, des seringues, des flacons de tailles diverses allant jusqu'aux grands flacons à perfusion d'un litre, des seringues auto-injectables. Tous ces récipients sont hermétiques, inertes et stériles.
Plus rarement, le médicament est injecté dans une chambre implantable.

## Avantages et inconvénients
L’administration des médicaments par voie parentérale a les avantages et les inconvénients suivants ,, :
- avantages :
  - doses précises ;
  - le principe actif n'est pas altéré par le passage gastrique ou intestinal ;
  - le taux sanguin est élevé et donc le produit est plus efficace ;
  - administration en urgence possible ;

- inconvénients : 
  - source de douleur, ecchymose ou hématome : il existe une phobie liée aux injections, appelée trypanophobie ;
  - risque de transmission à l'organisme de germes pathogènes (infection), si des règles d'asepsie très strictes ne sont pas appliquées : hygiène des mains, désinfection de la peau avant la piqûre, utilisation de matériel stérile à usage unique ;
  - risque faible d'hémorragie ;
  - risque mineur lorsque l'injection est pratiquée selon les règles professionnelles, d’une lésion des artères ou des nerfs ;
  - personnel infirmier sauf dans certains cas comme chez les diabétiques pour injection d'insuline ;
  - matériel spécifique.